# MX vs. ATV All Out
MX vs. ATV All Out est un jeu vidéo de course développé par Rainbow Studios et édité par THQ Nordic, sorti sur PlayStation 4, Xbox One et Microsoft Windows le 27 mars 2018. Il fait partie de la franchise MX vs. ATV. Le jeu est porté sur Nintendo Switch le 1er septembre 2020.

## Système de jeu
MX vs. ATV All Out est essentiellement basé sur de la course de moto-cross en hors-piste. Le jeu dispose de plusieurs modes et est jouable en écran partagé à deux joueurs ou en multijoueur en ligne jusqu'à seize pilotes distincts.